# Thymus albicans
Thymus albicans é uma espécie de planta com flor pertencente à família Lamiaceae. 
A autoridade científica da espécie é Hoffmanns. & Link, tendo sido publicada em Fl. Port. 1: 124, t. 11. 1809.

## Portugal
Trata-se de uma espécie presente no território português, nomeadamente em Portugal Continental.
Em termos de naturalidade é endémica da Península Ibérica.

## Protecção
Não se encontra protegida por legislação portuguesa ou da Comunidade Europeia.